# Желтушка сибирская
Желтушка сибирская (лат. Colias nastes) — дневная бабочка рода Colias из подсемейства желтушки семейства белянки. Длина переднего крыла
18 — 26 мм. Размах крыльев 31 — 45 мм.

## Этимология латинского названия
Настес (греческая мифология) — кариец, сын Номиона, брат Амфимаха.

## Ареал и местообитание
Острова архипелага Новая Земля, горы Северо-восточной Сибири, Монголия, Чукотка, Камчатка, арктическая Северная Америка.
Населяет арктические тундры разных типов: кустарничково-дриадовые, полярно-пустынные и пятнистые мохово-кустарничковые тундры с участием Ива полярная, Ива арктическая.

## Биология
Развивается в одном поколении, лет имаго наблюдается в середине июля — начале августа. Бабочки держатся петрофитных группировок растений, вблизи участков моховых болот. Имаго питаются на горце (Polygonum viviparum). Летают очень низко над мохово-кустарничковыми сообществами. В пасмурную, холодную погоду сидят среди мха. Гусеницы и их питание наблюдались в Америке; зимуют дважды: в первом и в последнем возрасте.
Кормовые растения гусениц: Астрагал, Астрагал альпийский (Astragalus alpinus), Astragalus frigidus, ива арктическая (Salix arctica). В Северной Америки гусеницы также питаются на растениях Trifolium repens и вероятно рода Vaccinium.

## Подвиды
ниже представлены некоторые из подвидов:
- Colias nastes aliaska
- Colias nastes dezhnevi
- Colias nastes ferrisi
- Colias nastes moina
- Colias nastes nastes
- Colias nastes streckeri
- Colias nastes zemblica Подвид описан по материалам, собранным в губе Шуберта (восточная часть Южного острова). Также известны достоверные находки в южной (Белушья губа) части острова. Подвид отличается интенсивным темным напылением на верхней стороне крыльев, расширенными темными элементами рисунка и зеленовато-желтым оттенком общего фона крыльев.